# Ziegelsee
Der Ziegelsee ist ein See im Westen von Mecklenburg-Vorpommern innerhalb des Stadtgebiets von Schwerin.

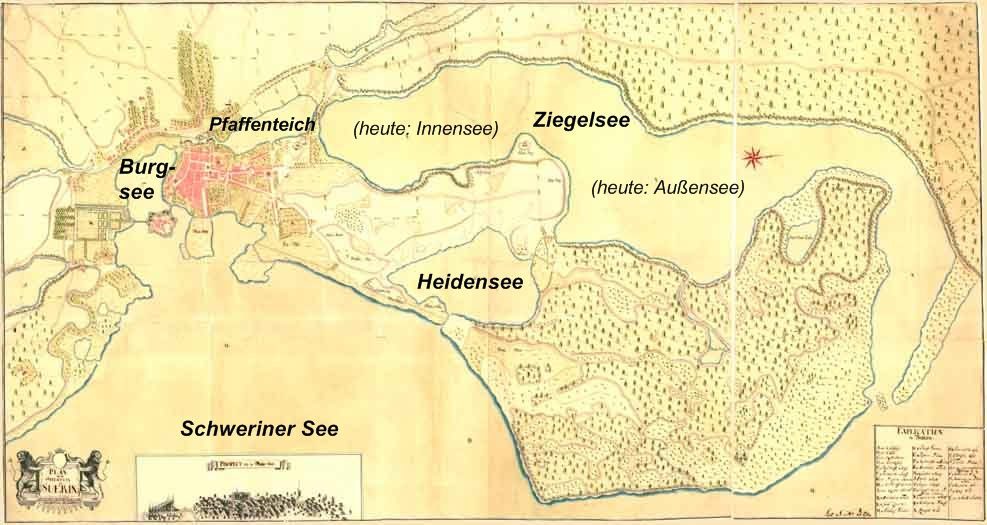
Stadtplan Schwerins um 1750, zu dieser Zeit war der Ziegelsee noch nicht in Innen- und Außensee unterteilt

Er entstand aus einer tertiären Senke (Erosionsrinne) in der Weichseleiszeit, die sich mit Schmelzwasser füllte. Er wird in Innensee und Außensee unterteilt. Die Trennung entstand durch den Bau einer Straße auf natürlicher Bodenschwelle. Dabei wurde jedoch eine Wasserverbindung zwischen beiden Seen offen gelassen, die durch eine Brücke überspannt wird. Der südlich gelegene, kaum gegliederte Innensee ist 0,52 km² groß, besitzt eine mittlere Wassertiefe von 7,5 m und eine maximale Tiefe von 16,5 m. Der vor allem im Nordteil stark gegliederte Außensee ist 2,5 km² groß und besitzt eine maximale Tiefe von 34,4 m. Der Außensee ist über den Langen Graben (auch Wickendorfer Kanal) mit dem Schweriner Außensee verbunden. Mit dem Werderkanal zum Heidensee besteht ein weiterer Abfluss in Richtung Schweriner Innensee. Im Nordteil des Ziegelaußensees befinden sich die „Große“ und „Kleine Murrkiten Insel“.
Der Ziegelsee (ZgS) ist ein Bestandteil der Bundeswasserstraße Stör-Wasserstraße der Wasserstraßenklasse I in der Zuständigkeit des Wasserstraßen- und Schifffahrtsamt Elbe.

## Geschichte

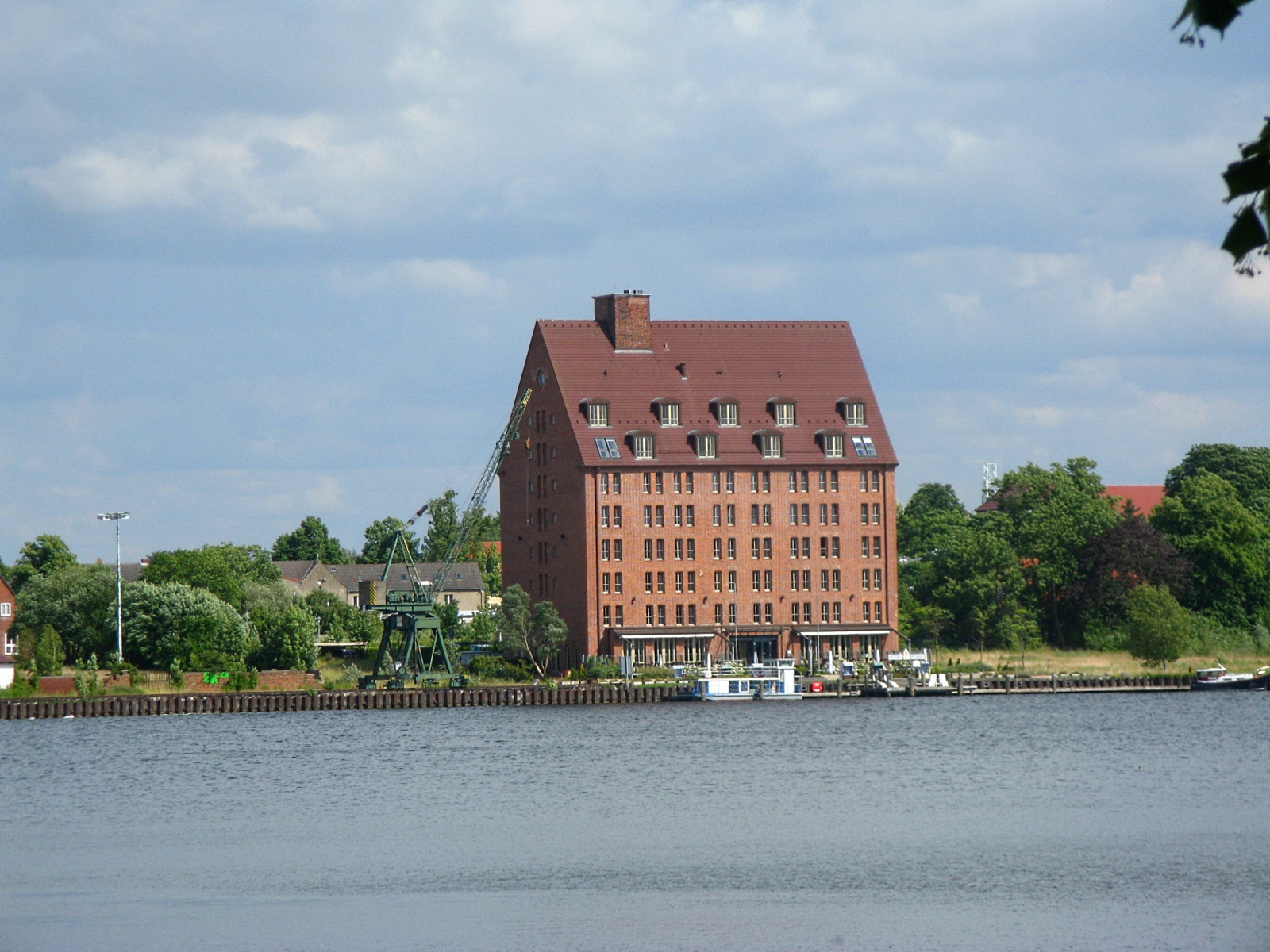
Hafenanlage mit ehemaligem Speicher (heute Hotel) und altem Kran am Innensee

Nach dem Ersten Weltkrieg entstand parallel zum Ausbau der Wasserverbindung zur Elbe zur Förderung des Handels am Ostufer des Ziegelinnensees ein Binnenhafen. Zuvor war Ladung von Schiffen am Burgsee oder am Spieltordamm, der Abgrenzung zwischen Ziegelinnensee und Pfaffenteich, gelöscht worden. In die Stadt wurden Waschmittel, Stückgut, Mehl und Zucker transportiert. Ausgeführt wurde vor allem Getreide. Im Hafen wurden weiterhin Ziegelsteine, Dünger, Futtermittel, Seesand, Holz und Kohlen umgeschlagen. Aufgrund einer fehlenden für Transportschiffe befahrbaren Wasserverbindung zur Ostsee nach Wismar und geringer Wassertiefen der Stör-Elde-Verbindung erlangte der Hafen zu dieser Zeit keine große wirtschaftliche Bedeutung. Per Gleis war der Binnenhafen an die Bahnstrecke nach Wismar angebunden. Im Jahr 1939 wurde am Hafen ein Getreidespeicher errichtet. Zu erhöhtem Warenumschlag kam es nach Ende des Zweiten Weltkrieges. 1947 wurde deshalb die Kaimauer um 25 auf dann 294 Meter verlängert. 1972 wurden 200.000 Tonnen Waren umgeschlagen. Nach der Wende verlor der Hafen seine wirtschaftliche Bedeutung wieder. Am Hafen entstand ein Bootsanleger, der Speicher wurde von 1995 bis 1998 zu einem Hotel umgebaut.
Zu DDR-Zeiten kam es durch die Einleitung von Abwässern aus zwei Kläranlagen der Nervenklinik und das Mischwassersystem zu Verschmutzungen des Sees. So flossen nach starken Regenfällen durch überalterte Regenwasserüberläufe ungeklärte Abwässer in das Gewässer. Entspannung brachte erst ein 1974 in Schwerin-Süd errichtetes Klärwerk.

## Flora und Fauna

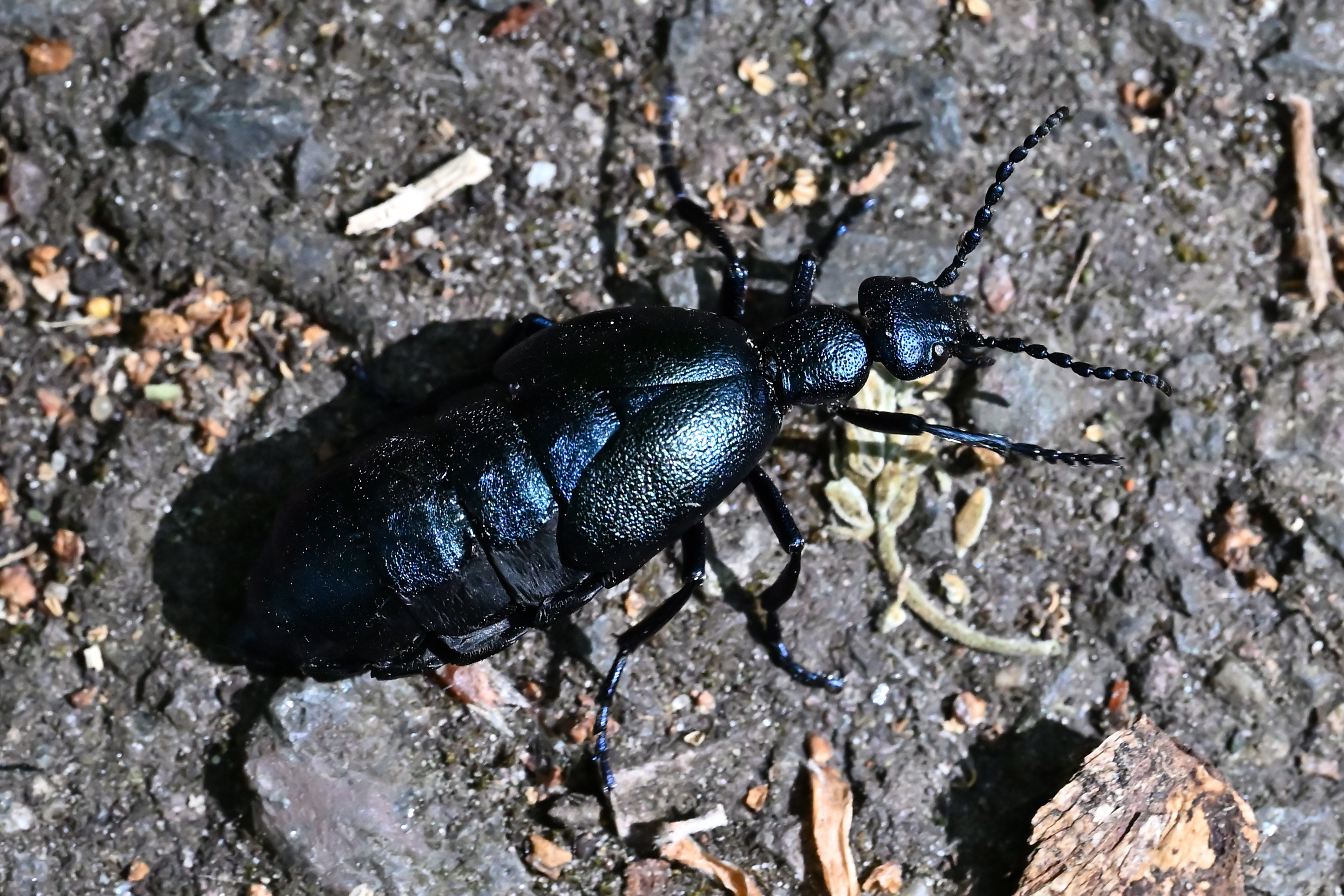
Schwarzblauer Ölkäfer am Außensee (Frankenhorst)

Der Außensee mit seinen naturnahen Uferbereichen ist Teil des EU-Vogelschutzgebietes „Schweriner Seen“. So befinden sich das Vogelschutzgebiet Schelfwerder Wald und das Wickendorfer Moor am Westufer. Der Ziegelaußensee hat für den Arten- und Biotopschutz eine sehr große Bedeutung. So gibt es bei Wasserpflanzen Vorkommen von Schwanenblume, Gemeines Hornblatt und Glattes Hornblatt, Sumpfbinse, Ähriges Tausendblatt und Laichkraut (fädiges, grasartiges, Kamm- und durchwachsenes Laichkraut) und Wasserknöterich. Im Außensee leben Fischotter. 
Im Gegensatz dazu ist der Innensee ein fast völlig umbautes eutrophes Gewässer.

## Sportstätte
In der DDR-Zeit wurden auf dem Innensee mehrfach Motorbootrennen ausgetragen. Das erste Rennen fand am 19. Juli 1953 statt. Die Veranstaltung 1957 wurde erstmals international ausgeschrieben, für den Sieger wurde der Wanderpreis „Petermänken“ (benannt nach dem Schlossgeist) eingeführt.

## Sonstiges
Am Nordwestufer des Außensees befindet sich ein denkmalgeschützter Park im Bereich eines Klinikgeländes. Ebenso steht der Park am Wendenhof am Nordufer unter Denkmalschutz.